# On Killing
On Killing: The Psychological Cost of Learning to Kill in War and Society (en français, Sur le meurtre: Le coût psychologique d'apprendre à tuer dans la guerre et la société), est un livre de Dave Grossman qui explore la psychologie de l'acte de tuer et les efforts déployés par l'armée et les forces de l'ordre pour comprendre et traiter les conséquences de cet acte. 

## Vue d'ensemble
Le livre est basé sur les études de Marshall datant de la Seconde Guerre mondiale selon lesquelles, contrairement à la perception populaire, la majorité des soldats à la guerre ne se servent pas de leurs armes en raison d’une résistance naturelle à tuer. Sur la base des études de Marshall, l'armée américaine met en place des mesures de formation visant à réduire cette résistance et à augmenter le taux de tir des soldats à plus de 90% pendant la Guerre du Viêt Nam. 
Grossman souligne que des coûts psychologiques importants pèsent sur les soldats qui doivent tuer, s’ils ne sont pas préparés mentalement aux conséquences, si leurs actions ne sont pas soutenues par leurs supérieurs ou leurs pairs, et s'ils sont incapables de justifier leurs actions ou si personne d'autre ne justifie les actions pour eux. 
Le livre est publié en 2009.

## Réception du livre
Robert Engen, dans un article de la Revue militaire canadienne critiquant On Killing , louait et critiquait les œuvres de Grossman, déclarant  « On Killing et On Combat sont un excellent point de départ, leur interprétation est trop problématique pour qu'on puisse les considérer comme le dernier avis sur le sujet »  La réponse de Grossman à Engen, publiée dans le même journal, répond aux critiques en montrant que les conclusions de SLA Marshall, même après avoir mis en doute leur méthodologie, ont été confirmées par de nouvelles études scientifiques et par une expérience réelle, et ont de plus été la pierre angulaire de formation militaire et policière pendant plus d'un demi-siècle.
On Killing est une lecture obligatoire à la FBI Academy de Quantico, en Virginie, et figure sur la liste de lecture recommandée par le corps des marines américains.

## Postérité
L'épisode 5 de la saison 3 de la série Black Mirror, Men Against Fire en
2016 s'inspire en partie de On Killing. Il évoque le problème du commandement au combat et de l'assassinat, et explore les mêmes thèmes.